# Juan Sandoval Íñiguez

Juan Sandoval Íñiguez (Yahualica, Jalisco, 28 de marzo de 1933) es un cardenal mexicano de la Iglesia católica. Fue arzobispo de la arquidiócesis de Guadalajara desde el 21 de abril de 1994 hasta su renuncia, aceptada el 7 de diciembre de 2011.

## Biografía

### Primeros años
Nació el 28 de marzo de 1933 en el poblado jalisciense de Yahualica, que pertenece actualmente a la diócesis de San Juan de los Lagos pero que en aquel tiempo pertenecía a la diócesis de Guadalajara. Su familia constaba de doce hermanos, uno de los cuales también es sacerdote: José Sandoval Íñiguez, perteneciente a los Misioneros de Guadalupe y asignado desde hace más de 25 años a trabajar en Corea del Sur y en Perú.

### Formación
Realizó los estudios elementales en el instituto "Amado Nervo" de su pueblo natal. En 1945, a los 12 años, ingresó en el Seminario Conciliar de Guadalajara, en donde en 1951 inicia sus estudios filosóficos. En 1952, después de haber cursado un año de Filosofía, es enviado a continuar sus estudios en la Pontificia Universidad Gregoriana de Roma, donde obtuvo el título de grado (denominado Baccalaureatus en las universidades eclesiásticas) en Filosofía y el doctorado en Teología con una tesis titulada La teología de la predicación en San Juan de Ávila.

### Sacerdocio
Recibió la ordenación sacerdotal  el 27 de octubre de 1957. En 1961 regresó a Guadalajara. Entre 1961 y 1988 ocupa diversos cargos en el Seminario Conciliar de Guadalajara: director espiritual, prefecto de disciplina, prefecto de la facultad de filosofía, profesor de diversas materias, vicerrector y, finalmente, rector.

### Episcopado
Es preconizado obispo coadjutor de Ciudad Juárez el 3 de marzo de 1988. Recibió la ordenación episcopal el 30 de abril del mismo año de manos de Mons. Manuel Talamás Camandari, en ese entonces arzobispo de aquella diócesis. Fue nombrado  arzobispo metropolitano de Guadalajara el 21 de abril de 1994. El 7 de diciembre de 2011 el papa Benedicto XVI le aceptó su renuncia a la sede metropolitana, siendo sucedido por el cardenal Francisco Robles Ortega.

### Cardenalato
Tras su designación como arzobispo fue elevado al rango cardenalicio el 26 de noviembre de 1994 recibiendo el birrete del papa Juan Pablo II. 

## Declaraciones
Sus declaraciones en contra de los matrimonios igualitarios y acusaciones contra el gobierno causaron una demanda por parte del exjefe de Gobierno del Distrito Federal, México, Marcelo Ebrard por violar el estado laico de la nación.
En forma que algunos sectores consideraron heroica y otros la censuraron, se enfrentó al izquierdista Ebrard por la adopción por parejas del mismo sexo, y comparó al aborto con los muertos por narcotráfico, además de denunciar una supuesta corrupción por parte de los ministros de Justicia.
Responsabilizó del aumento de los feminicidios en el país a la "imprudencia de las mujeres" en una entrevista concedida al Canal 44 de la Universidad de Guadalajara. Durante la charla, el prelado se refirió a un presunto experimento realizado en Juárez, Estado de Chihuahua, donde un policía vestido de civil a bordo de un auto de lujo “conquistaba” a mujeres para llevarlas a la presidencia municipal, donde las reprendían por su comportamiento diciéndoles “con cualquiera se suben... por eso las matan”.

### Elecciones en Tlaquepaque
Magistrados electorales determinaron repetir la elección en Tlaquepaque, y los integrantes del pleno de la Sala Superior del Tribunal Federal Electoral avalaron el proyecto de sentencia en el que señalaron que la intromisión del Cardenal emérito Juan Sandoval Íñiguez fue determinante para alterar la decisión de electores en una localidad predominantemente católica.
El prelado emitió sus declaraciones durante la veda electoral, y el magistrado Felipe de la Mata propuso anular la elección, según el proyecto de sentencia, basado en el acuerdo ACQyD-INE-133/2021 de la Comisión de Quejas y Denuncias del Instituto Nacional Electoral, que reza: “el mensaje emitido por el ministro de culto religioso vulnera el principio histórico de separación Iglesia-Estado”.
Se constató que el cardenal emérito grabó un video y lo alojó en su cuenta de la red social Facebook, “el citado video tiene una duración de siete minutos y tres segundos y contiene la imagen y voz del aludido ministro de culto religioso, conforme al cual emite un mensaje a la ciudadanía vinculado, de manera inmediata y directa, con el proceso electoral que se estaba desarrollando en ese momento” se lee en el documento.
En su mensaje, Sandoval Íñiguez, instó a los fieles a que salieran a votar y no dejar “el campo libre a los malosos”, y en el texto del juzgador, argumenta que: “así, el aludido ministro de culto religioso solicitó que, al votar, lo hicieran con prudencia y sabiduría, por el bien de México y no por intereses particulares o de grupo, para lo cual pidió que rezaran y pidieran a Dios que los iluminara al momento de votar”.
El proyecto de sentencia expone: “efectivamente existe un pronunciamiento de un ministro de culto religioso con relación a las elecciones que se estaban desarrollando. Por tanto, es claro que existe una vulneración al principio constitucional de separación Iglesia-Estado, conforme al cual, los ministros de culto religioso no pueden realizar proselitismo a favor o en contra de partidos políticos, candidaturas o asociaciones políticas”.
La anterior es la principal de las irregularidades consideradas como determinantes para alterar la voluntad ciudadana y el derecho a un libre voto.
De esta forma, se determinó declarar la nulidad de la elección por parte de los integrantes del Ayuntamiento de San Pedro Tlaquepaque, Jalisco, celebrada en el marco del proceso electoral local ordinario 2020-2021; y revocar la declaración de validez de la elección y el otorgamiento de las constancias de mayoría y validez entregada a la planilla postulada por el partido Movimiento Ciudadano; también se anulan las constancias expedidas a las regidurías de representación proporcional.
Los magistrados de la Sala Superior aprobaron por 4 votos a favor y 3 en contra, anular la elección y ordenar al Congreso de Jalisco a que convoque a nuevos comicios, además se conforma un Consejo Municipal para asumir las funciones del ayuntamiento, y tomar el control de la seguridad pública a partir de las 0:00 horas.
La considerada alcaldesa electa, abanderada del partido Movimiento Ciudadano, Citlalli Amaya ya había rendido protesta en el acto protocolario, durante la tarde de este jueves, el acto fue inválido.

### Dubiascon ocasión del Sínodo de la Sinodalidad
En 2023, junto a los también cardenales Raymond Leo Burke (EE. UU.), Robert Sarah (Guinea-Conakri), Joseph Zen Ze-kiun (China) y Walter Brandmüller (Alemania), envió al Papa Francisco y al entonces prefecto del Dicasterio para la Doctrina de la Fe unas dubia para aclarar la doctrina católica en algunos puntos capitales de cara al entonces inminente y polémico Sínodo sobre la Sinodalidad. Los cinco cardenales querían preservar intacto el depósito de la fe revelada frente a las innovaciones que exigían algunos sectores. Además, los cinco coincidieron en que el cardenal George Pell (Australia), fallecido unos meses antes de la presentación de las dubia, las habría suscrito de seguir con vida. El cardenal Müller (Alemania), antiguo prefecto de la Congregación para la Doctrina de la Fe, manifestó abiertamente su apoyo a los cinco cardenales que presentaron las dubia al Pontífice. El Papa Francisco contestó a los dubia unos meses después, pero lo hizo de tal modo que ninguno de los cardenales quedó satisfecho, al ser las respuestas demasiado vagas y poco exhaustivas.